# Свинглер, Рэндалл
Рэндалл Карлайн Свинглер (англ. Randall Carline Swingler; 28 мая 1909, Олдершот, Рашмур, Гэмпшир — 19 июня 1967) — британский политик, журналист, литературный критик, поэт, военный. Член Коммунистической партии Великобритании в 1934—1956 годах. Участник Второй Мировой войны.

## Биография
Родился 28 мая 1909 года в Олдершоте, Англия, в семье провинциального англиканского священника; один из семи детей.
Обучался в Винчестерском колледже и Нью-колледже Оксфорда. В 1931 году Рэндалл Свинглер женился на пианистке Джеральдин Пеппин. Затем они вместе переехали в Лондон, где Свинглер работал учителем. В 1934 году они переселились в графство Оксфордшир. В том же году Рэндалл Свинглер вступил в Коммунистическую партию Великобритании. В 1936 году Свинглер с женой и дочерью переехали обратно в Лондон.
В годы Второй Мировой войны с 1941 по 1945 год служил в британской армии, участвовал в итальянской кампании. Был награждён Воинской медалью.
Был литературным редактором газеты Daily Worker; писал рецензии для The Times, The Manchester Guardian (ныне The Guardian) и других изданий; писал статьи для журнала Left Review. Вместе со своим братом, членом парламента от Лейбористской партии, Стифеном Свинглером участвовал в кампании по сохранению памяти о зверствах нацистов в Лидице.
В 1946 году Рэндалл Свинглер опубликовал в журнале Polemic свой ответ на эссе «The Prevention of Literature» Джорджа Оруэлла. Вскоре Рэндалл и его брат, Стифен Свинглер, были включены в список Оруэлла.
В 1952, 1956 или 1958 году Рэндалл Свинглер вышел из Компартии Великобритании. Продолжал писательскую и редакторскую деятельность, подрабатывал установщиком и демонтажником строительных лесов. В 1956 году стал одним из основателей неортодоксального марксистского журнала The New Reasoner вместе с Э. П. Томпсоном, Джоном Савиллем, Дорис Лессинг, Хайманом Леви и другими.
В последние годы жизни Рэндалл Свинглер страдал депрессией и алкоголизмом.
Умер в 1967 году от инфаркта миокарда.

### Романы
- No Escape (1935)[5]
- To Town (1938)[5]

### Сборники сочинений
- The Years of Anger (1946)[10]
- The God in the Cave (1950)[10]

### Поэмы
- The Day the War Ended (1945)[10]